# Älvsered
Älvsered est un village et paroisse en Falkenberg, Halland, Suède. Le village se situe à côté de la rivière Högvadsån. En 2018 sa population est de 441 habitants.